# Hamatocaulis lapponicus
Hamatocaulis lapponicus là một loài Rêu trong họ Amblystegiaceae. Loài này được (Norrl.) Hedenas mô tả khoa học đầu tiên năm 1989.